# Долинское (Бердянский район)
Доли́нское (укр. Долинське) — село,
Долинский сельский совет,
Бердянский район,
Запорожская область,
Украина.
Код КОАТУУ — 2320682001. Население по переписи 2001 года составляло 339 человек.
Является административным центром Долинского сельского совета, в который, кроме того, входят сёла
Коза,
Крымка,
Оленовка и
Шевченково.

## Географическое положение
Село Долинское находится на левом берегу реки Чокрак,
выше по течению на расстоянии в 3,5 км расположено село Елисеевка (Приморский район),
ниже по течению на расстоянии в 1 км расположено село Оленовка,
на противоположном берегу — село Елизаветовка.
На реке несколько запруд.

## История
- 1822 год — дата основания как село Neuhoffnungstal
- немцами-колонистами.
- В 1918 году переименовали в село Долинское.

## Экономика
- «Долинская», агрофирма, ООО.

## Объекты социальной сферы
- Школа I ст.
- Детский сад.
- Фельдшерско-акушерский пункт.

## Достопримечательности
- Братская могила советских воинов.